# Saltaire
Saltaire er en victoriansk modelby, der ligger i Shipley, som er en del af City of Bradford metropolområde i West Yorkshire, England. Den victorianske Salt's Mill og tilhørende beboelsesområde ved floden Aire og Leeds and Liverpool-kanalen er på UNESCOs Verdensarvsliste og er ankerpunkt på European Route of Industrial Heritage
53°50′14″N 1°47′25″V / 53.83717°N 1.79026°V